# Mauricio Claver-Carone
Mauricio Claver-Carone (nascido em 1975) é um político americano que foi presidente do Banco Interamericano de Desenvolvimento de 1 de outubro de 2020 a 26 de setembro de 2022. Ele é um funcionário de desenvolvimento internacional, ex-diretor sênior do Conselho de Segurança Nacional dos EUA, ex-assessor sênior do Departamento do Tesouro dos Estados Unidos, advogado e ex-lobista. Em 26 de setembro de 2022, ele foi demitido pelo Conselho de Governadores do BID por causa de caso de uma relação com uma funcionária.